# Ungrej
Ungrej là một xã trong quận Lezhë thuộc hạt Lezhë, Albania. Dân số năm 2005 là 3845 người.